# Famara Camara
Famara Camara, né le 10 avril 2005 à Mbour (Sénégal), est un footballeur sénégalais qui joue au poste de milieu relayeur à Ranheim Fotball.

## Biographie
Famara Camara est un footballeur international sénégalais né le 10 avril 2005 à Mbour qui joue au poste de milieu relayeur.

### Carrière en club
Famara Camara a commencé sa carrière de footballeur avec l'équipe junior de Stade de Mbour. Par la suite, il rejoint le Keur Madior FC pour poursuivre sa progression. En Mars 2025, Famara Camara quitte le Keur Madior FC pour s'engager avec le club norvégien de Ranheim Fotball.

### Carrière en équipe nationale
Famara Camara a été sélectionné avec l'équipe nationale du Sénégal U20 par l'entraîneur Serigne Saliou Dia pour disputer les Jeux Africains 2023 organisé au Ghana. Après avoir été éliminé en demi-finale par le pays organisateur, il est médaillé de bronze après avoir remporté le match de troisième place.